# Ali Abdel Aal
Ali Abdel Aal (en arabe : علي عبد العال), né le 29 novembre 1948, est un homme d'État égyptien, président de la Chambre des représentants depuis le 10 janvier 2016.